# Chélan
Chélan är en kommun i departementet Gers i regionen Occitanien i sydvästra Frankrike. Kommunen ligger i kantonen Masseube som tillhör arrondissementet Mirande. År 2022 hade Chélan 173 invånare.

## Befolkningsutveckling
Antalet invånare i kommunen Chélan
Referens:INSEE